# Burkettsville
Burkettsville é uma vila localizada no estado norte-americano de Ohio, no Condado de Darke e Condado de Mercer.

## Demografia
Segundo o censo norte-americano de 2000, a sua população era de 254 habitantes. 
Em 2006, foi estimada uma população de 252, um decréscimo de 2 (-0.8%).

## Geografia
De acordo com o United States Census Bureau tem uma área de 
0,4 km², dos quais 0,4 km² cobertos por terra e 0,0 km² cobertos por água.

## Localidades na vizinhança
O diagrama seguinte representa as localidades num raio de 16 km ao redor de Burkettsville. 